# ست وسکوت
ست وسکوت (انگلیسی: Seth Wescott؛ زادهٔ ۲۳ ژوئن ۱۹۷۶) اسنوبردسوار اهل ایالات متحده آمریکا است.
وی در مسابقات کشوری و بین‌المللی در مجموع برندهٔ ۳ مدال طلا، ۶ مدال نقره، ۱ مدال برنز شده‌است.